# II. Paco Ignacio Taibo
II. Paco Ignacio Taibo (Gijón, 1949. január 11. –) Mexikóban élő spanyol író és történész.

## Pályafutása
II. Taibo, az író-filozófus Paco Ignacio Taibo (1924–2008) fia, szüleivel költözött Mexikóba. Ott irodalmat, szociológiát és történelmet tanult. Mielőtt íróként felfigyeltek rá, újságíróként, szakkönyvíróként és egyetemi óraadó tanárként dolgozott. Politizált és részt vett az 1968-as mexikóvárosi tüntetéseken. A tlatelolcói vérengzésre válaszként a folyamatos ellenzékiséget választotta.
Feleségével egyetemben máig is figyelemmel kíséri és támogatja a mexikói ellenzéki mozgalmakat. II. Taibóról úgy tartják, hogy ő keltette életre a latin-amerikai krimit, amelyben a kalandregény, a thriller és a klasszikus krimi stíluselemeit vegyíti. Világszerte olvasott krimijeinek detektívhőse, a független Héctor Belascoarán Shayne, aki Mexikóváros dzsungeljében nyomozásai során vég nélküli korrupciók és politikai elnyomás ellen folytat esélytelen szélmalomharcot. Alapítója a Krimiírók Nemzetközi Egyesületének (AIEP), és főszervezője a Semana Negra (Fekete Hét) nevű nemzetközi krimifesztiválnak. II. Taibót krimijei tették híressé, de több politikai témájú regényt is írt. Krimijeiben is gyakran merülnek fel hiteles és valós történelmi és politikai vonatkozások, mint a spanyol polgárháború vagy a mexikói zapatista forradalom, illetve igen éles társadalomkritikai elemek.
Történészként az alapműként számon tartott Ernesto Che Guevara biográfiájával hívta fel magára a szakterület figyelmét.

## Művei
1. Nacimiento de la memoria, 1971
2. Días de Combate, 1976
3. Cosa fácil, 1977
4. Historia General de Asturias. (Tomo 7), Gran Enciclopedia Asturiana Silverio Cañada, 1978
5. Historia General de Asturias. (Tomo 8), Gran Enciclopedia Asturiana Silverio Cañada, 1979
6. La huelga de los sombrereros, 1980
7. Asturias 1934, 1980
8. Memoria del Congreso de Mérida, 1981
9. El primer primero de mayo en México (Jorge Fernándezzel közösen), 1981
10. México, historia de un pueblo, 1982
11. La huelga del verano de 1920 en Monterrey, 1981
12. Héroes convocados: manual para la toma del poder, 1982
13. Irapuato mi amor, 1982
14. Doña Eustolia blandió el cuchillo cebollero (és más történetek), 1982
15. Pascual sexto round, 1983
16. El socialismo en un solo puerto (Rogelio Vizcaínóval közösen), 1983
17. Bajando la frontera, 1984
18. El socialismo libertario mexicano (szerkesztő), 1984
19. Memoria roja. Luchas sindicales de los años 20 (Rogelio Vizcaínóval közösen), 1984
20. Algunas Nubes, 1985
21. Danzón en Bellas Artes (Luis Hernándezzel közösen), 1985
22. Octubre de 1934, cincuenta años para la reflexión (többekkel közösen), 1985
23. Pistolero y otros reportajes (antológia és megjegyzések, Mario Gillel közösen), 1985
24. Reportaje (antológia), 1985
25. De Paso, 1986
26. Sombra de la sombra, 1986
27. Bolsheviquis. Historia narrativa de los orígenes del comunismo en México 1919-1925, 1986
28. La vida misma, 1987
29. El regreso de la verdadera araña y otras historias que pasaron en algunas fábricas, 1988
30. Fantasmas nuestros de cada día, 1988
31. Raymond Chandler's Phillip Marlowe, 1988
32. Arcángeles, 1988
33. Pascual: décimo round, 1988
34. Regreso a la misma ciudad y bajo la lluvia, 1989
35. Sintiendo que el campo de batalla..., 1989
36. La batalla de Santa Clara, 1989
37. Amorosos fantasmas, 1989
38. No habrá final feliz, 1989
39. Las dos muertes de Juan R. Escudero (Rogelio Vizcaínóval közösen), 1990
40. Cuatro manos, 1990
41. Sueños de frontera, 1990
42. El hombre de los lentes oscuros que mira hacia el cielo se llama Domingo y se llama Raúl, 1991
43. 68, 1991
44. Desvanecidos difuntos, 1991
45. La lejanía del tesoro, 1992
46. El caso Molinet, 1992
47. Cuevas-Taibo: mano a mano, 1993
48. La bicicleta de Leonardo, 1993
49. Frontera de espejos rotos, 1994
50. Nomás los muertos están bien contentos, 1994
51. Cárdenas de cerca, 1994
52. El año que estuvimos en ninguna parte: La guerrilla africana de Ernesto Che Guevara (Froilán Escobarral és Félix Guerrával közösen)
53. Que todo es imposible, 1995
54. Máscara Azteca y el Doctor Niebla, 1996
55. Ernesto Guevara, también conocido como el Che, 1996
56. El general orejón ese, 1997
57. Insurgencia mi amor, 1997
58. Adiós Madrid, 1997
59. Cuentos policíacos mexicanos, 1997
60. El juego de la intriga (Martín Casariegóval, Javier García Sánchezzel és Luis Sepúlvedával közösen), 1997
61. Arcángeles, Doce historias de revolucionarios herejes del siglo XX, 1998
62. Mi amigo Morán, 1998
63. El camino de María
64. Que Todo Es Posible (Gebara), 1998
65. Primavera pospuesta, 1999
66. Así es la vida en los pinches Trópicos, 2000
67. Retornamos como sombras, 2001
68. El cura Hidalgo y sus amigos, 2002
69. Hurler à la lune (Marc Behmmel közösen), 2003
70. A fészkelődő holtak (Muertos incómodos), (Marcos alnaggyal közösen), 2005
71. Pancho Villa: una biografía narrativa, 2006[2]
72. Sólo tu sombra fatal, 2006
73. Olga Forever, 2006
74. Tony Guiteras, un hombre guapo, 2008

## Magyarul
- A fészkelődő holtak; ford. Smid Bernadett; Agave Könyvek, Bp., 2008